# Beslissingen bij vechtsporten
Een beslissing bij vechtsporten wordt genomen wanneer het gevecht niet door middel van een knock-out is geëindigd. Bij zo'n situatie wordt er aan de hand van de scorekaarten van de juryleden besloten wie de winnaar is, met als voorwaarde dat de meerderheid van de juryleden dezelfde winnaar hebben gekozen. Een gevecht kan met een van de volgende beslissingen van de juryleden eindigen: winst, gelijkspel of geen beslissing.

## Beoordeling
Als een gevecht eindigt zonder dat een van de vechters knock-out gaat, dan worden de scorekaarten van de juryleden gebruikt om te beslissen wie er heeft gewonnen. Bij de meeste boksgevechten en mixed martial arts-gevechten zijn er drie juryleden die over de wedstrijd beslissen.
In een "tien-puntensysteem" moet een jurylid een van de vechters per ronde als winnaar kiezen door tien punten te geven en de tegenstander negen punten of minder.  Wanneer een jurylid het gevoel heeft dat er geen echte winnaar tijdens een ronde was, dan moet de jurylid beide vechters tien punten geven voor die ronde. Dit is exclusief eventuele puntenaftrek door de scheidsrechter. Er kunnen dus rondes plaatsvinden waarbij beide vechters minder dan tien punten kunnen krijgen.
Aan het einde van een partij telt iedere jurylid de punten per ronde bij elkaar op om zo een winnaar te kiezen. De vechter die de meeste rondes heeft gewonnen, heeft meestal ook de meeste punten. Als een vechter in totaal meer punten heeft, dan heeft hij volgens een van de juryleden gewonnen. Een vechter moet minimaal door twee juryleden als winnaar gekozen worden om de wedstrijd te winnen. Als twee van de drie juryleden geen winnaar hebben kunnen kiezen, dan eindigt de wedstrijd met een gelijkspel. Tijdens gevechten voor kampioenschappen houdt dit over het algemeen in dat de kampioen bij gelijkspel zijn titel(s) mag behouden. Een unanieme beslissing hoeft niet per se in te houden dat alle juryleden hetzelfde oordeel hebben gegeven.

## Samenvatting
- In de onderstaande tabel worden er voorbeelden gegeven van mogelijke beslissingen van juryleden wanneer een gevecht heeft plaatsgevonden met een vechter uit de rode hoek en een vechter uit de blauwe hoek zonder dat er knock-outs hebben plaatsgevonden.

| Winnaar volgens scorekaarten jury | Winnaar volgens scorekaarten jury | Winnaar volgens scorekaarten jury | Optellen scorekaarten | Optellen scorekaarten | Optellen scorekaarten | Beslissing             | Resultaat gevecht | Voorbeeld                                  |
| --------------------------------- | --------------------------------- | --------------------------------- | --------------------- | --------------------- | --------------------- | ---------------------- | ----------------- | ------------------------------------------ |
| Winnaar volgens scorekaarten jury | Winnaar volgens scorekaarten jury | Winnaar volgens scorekaarten jury | Rood                  | Blauw                 | Gelijk                | Beslissing             | Resultaat gevecht | Voorbeeld                                  |
| Rood                              | Rood                              | Rood                              | 3                     | 0                     | 0                     | Unanieme beslissing    | Rode hoek wint    | Mike Tyson vs. Tony Tucker                 |
| Gelijk                            | Blauw                             | Blauw                             | 0                     | 2                     | 1                     | Meerderheidsbeslissing | Blauwe hoek wint  | Manny Pacquiao vs. Juan Manuel Márquez III |
| Blauw                             | Rood                              | Rood                              | 2                     | 1                     | 0                     | Verdeelde beslissing   | Rode hoek wint    | Oscar De La Hoya vs. Floyd Mayweather      |
| Blauw                             | Rood                              | Gelijk                            | 1                     | 1                     | 1                     | Verdeelde gelijkspel   | Gelijkspel        | Evander Holyfield vs. Lennox Lewis         |
| Gelijk                            | Gelijk                            | Rood                              | 1                     | 0                     | 2                     | Meerderheid gelijkspel | Gelijkspel        | Bernard Hopkins vs. Jean Pascal            |
| Gelijk                            | Gelijk                            | Gelijk                            | 0                     | 0                     | 3                     | Unanieme gelijkspel    | Gelijkspel        | Chris John vs. Rocky Juarez I              |

## Overige beslissingen
- Knock-out (KO): Dit vindt plaats wanneer een vechter neervalt door de stoten van zijn tegenstander en niet meer reageert of kan opstaan tijdens de telling van de scheidsrechter. Een scheidsrechter kan ook een gevecht meteen beëindigen zonder een telling wanneer een vechter buiten bewustzijn is geraakt of om een andere reden niet meer reageert op de telling.
  - Een technische knock-out (TKO) vindt plaats wanneer een scheidsrechter het gevecht stopt wanneer deze vindt dat een van de vechters zichzelf niet meer goed kan verdedigen. Of wanneer een van de vechters zoveel schade heeft opgelopen waardoor dit de vechter hindert zichzelf goed te verdedigen.
- Technische beslissing: Wanneer een gevecht gestopt moet worden, omdat een van de vechters een onopzettelijke kopstoot krijgt of er een ander ongeval plaatsvindt dat een van de vechters hindert verder te vechten en het gevecht al meerdere rondes bezig is. Dan wordt het gevecht vervroegd beëindigd en bepalen de juryleden aan de hand van hun scorekaarten de winnaar, zoals hierboven.
  - Technisch gelijkspel: Deze beslissing wordt genomen wanneer de juryleden niet kunnen beslissen wie de winnaar is en de wedstrijd vervroegd is gestopt door een onopzettelijke kopstoot of ander ongeval dat de vechter hindert door te gaan.
- Geen wedstrijd: Dit wordt gebruikt om te omschrijven wanneer een gevecht eindigt door externe oorzaken waarbij het resultaat niet leidt tot een winst, een verlies of een gelijkspel.
- Technische beslissing van de scheidsrechter: Dit gebeurt tussen de rondes tijdens de rust, wanneer een van de vechters weigert door te gaan of iemand uit de hoek (een trainer of dokter) opgeeft, waardoor de scheidsrechter de wedstrijd moet staken.
- Diskwalificatie: Dit gebeurt wanneer een partij gestopt moet worden zonder knock-out of jurybeslissing, omdat een of beide vechters meerdere keren bewust de regels hebben geschonden of andere regels hebben overtreden. De gediskwalificeerde vechter verliest de partij automatisch van zijn tegenstander.
  - Bij een dubbele diskwalificatie worden allebei de vechters gediskwalificeerd, dan wordt het gevecht als een "geen wedstrijd" beoordeeld.
- Submissie: Dit vindt plaats wanneer een vechter aan zijn tegenstander aangeeft dat hij niet meer door kan. De vechter die opgeeft verliest het gevecht.
  - Een technische submissie vindt plaats wanneer de scheidsrechter of de dokter het gevecht stopt, omdat een vechter niet door kan vechten. Dit gebeurt meestal wanneer een van de vechters een submissiebeweging uitvoert waarbij de tegenstander buiten bewustzijn raakt. Hierdoor kan de tegenstander niet opgeven of de tegenstander raakt geblesseerd tijdens de submissie.